# Здания Главного управления путей сообщения и публичных зданий
Здания Главного управления путей сообщения и публичных зданий — три здания, два из которых относятся к выявленным памятникам архитектуры. Они расположены в Адмиралтейском районе Санкт-Петербурга, современные адреса — набережная реки Фонтанки, 117 (как памятник архитектуры охраняется только левая часть), 117В.
Главное здание (левая часть) было построено неизвестным архитектором в первой трети XIX века. В 1859—1861 годах Николай Павлович Гребёнка и А. М. Болотов надстроили здание и пристроили во дворе квартирный флигель. Правая часть была вновь надстроена в 1890 году Петром Станиславовичем Купинским и Фёдором Фёдоровичем Эппингером.
В здании был расположен ряд канцелярий Министерства путей сообщения: Совет министра, Инженерный совет, Совет по железнодорожным делам, Учебный отдел; среди служащих этого дома были И. С. Китнер, В. А. Косяков, Ф. Ю. Левинсон-Лессинг, М. Н. Бенуа, М. Добужинский.

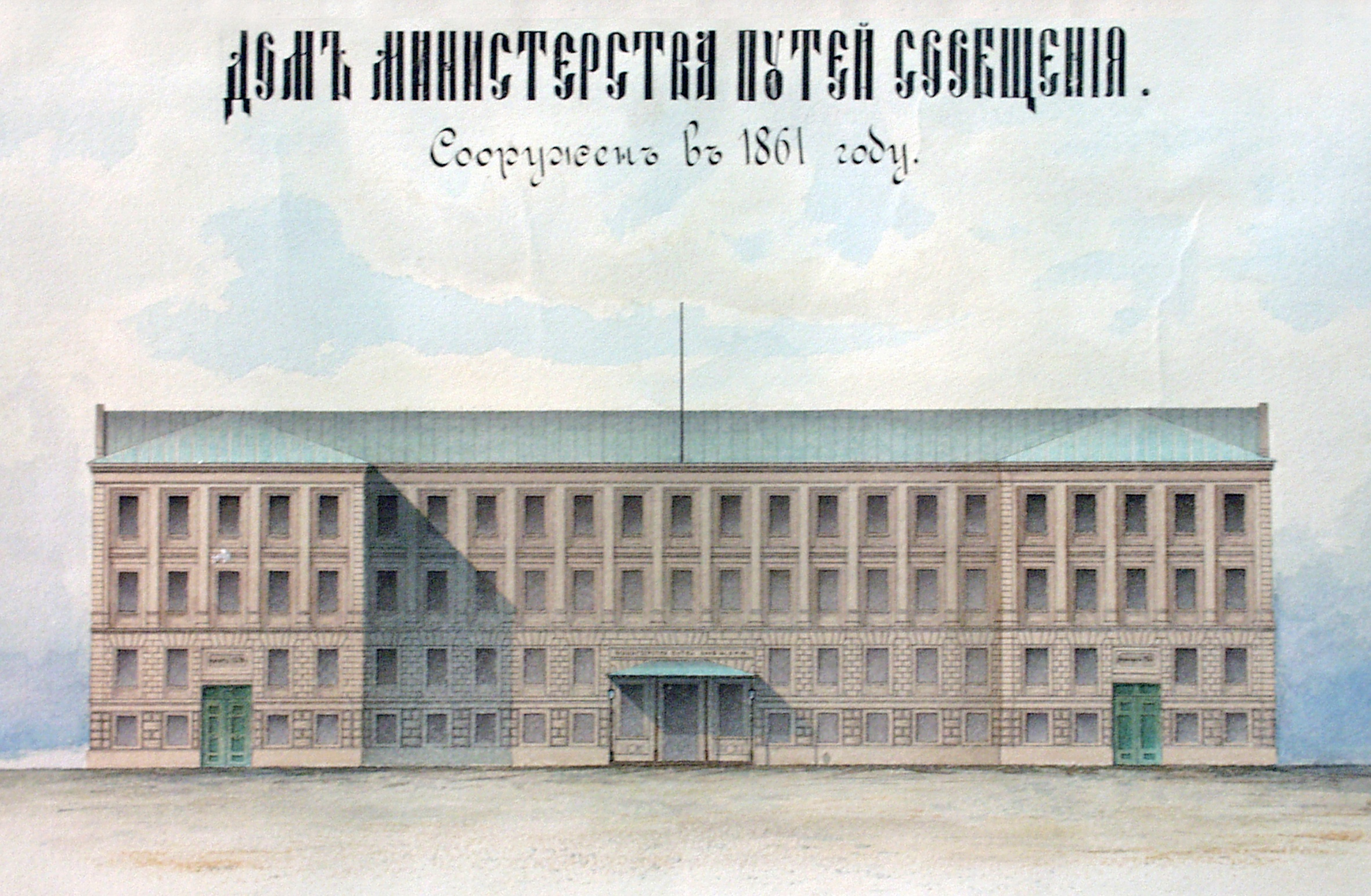
Главное здание до надстройки
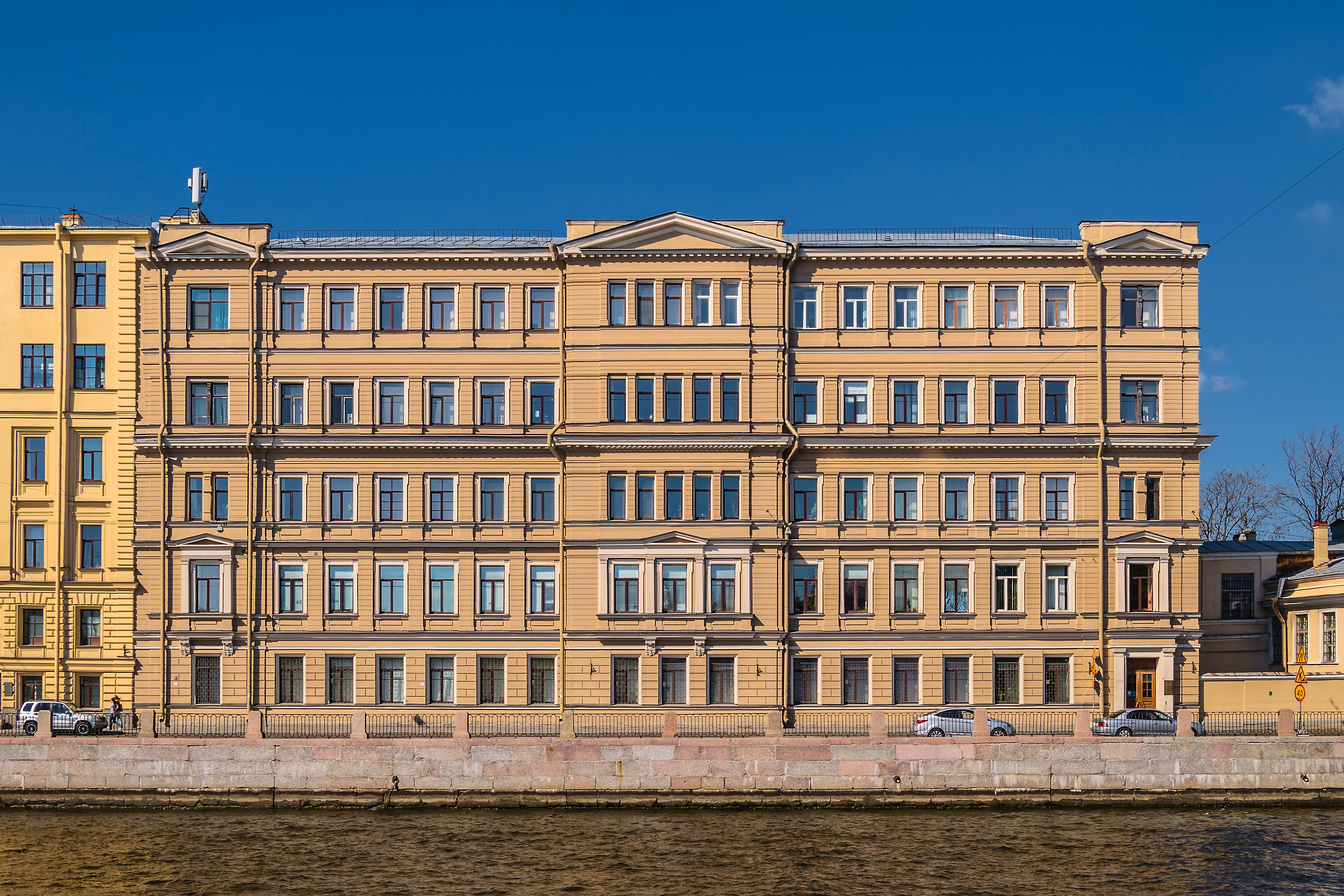
Правая часть, не памятник архитектуры